# Gàlata

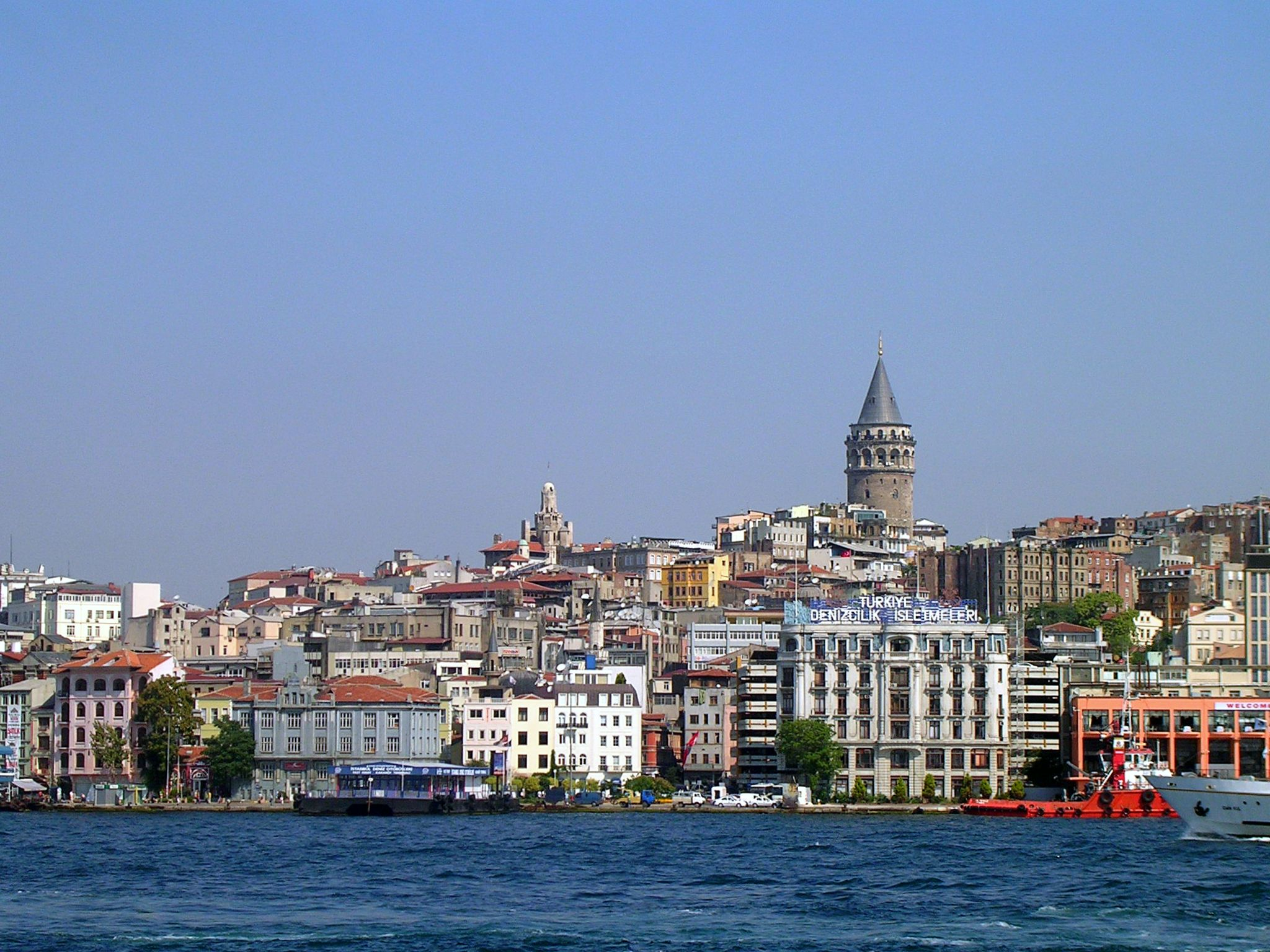
Una vista de Gàlata (moderna Karaköy) amb la Torre de Gàlata (1348) en el vèrtex de les muralles de la ciutadella medieval Genovesa, que van ser en gran part enderrocades al per activar el creixement urbà cap al nord.

Gàlata era un barri enfront de Constantinoble (actual Istanbul, Turquia), situat a la riba nord del Corn d'Or, l'entrada del qual el separa del centre històric de la península de l'antiga Constantinoble. El Corn d'Or està creuat per diversos ponts, entre els quals destaquen el Pont de Gàlata. La ciutadella medieval de Gàlata va ser una colònia de la República de Gènova entre 1273 i 1453. La famosa Torre de Gàlata va ser construïda pels genovesos el 1348 al punt més septentrional i més alt de la ciutadella. En l'actualitat, Gàlata és un barri del districte de Beyoğlu (Pera), a Istanbul, i és conegut com a Karaköy.

## Etimologia
Hi ha diverses teories sobre l'origen del nom de Gàlata. Els Grecs van creure que el nom ve de galatas (que significa 'lleter'), ja que el terreny va ser utilitzat pels pastors a principis del període medieval, o de la paraula Galatai (que significa 'gals'), ja que les tribus dels gals es creu que havien acampat aquí durant el període hel·lenístic abans de decidir-se per Galàcia, al centre de la península d'Anatòlia. 

## Història

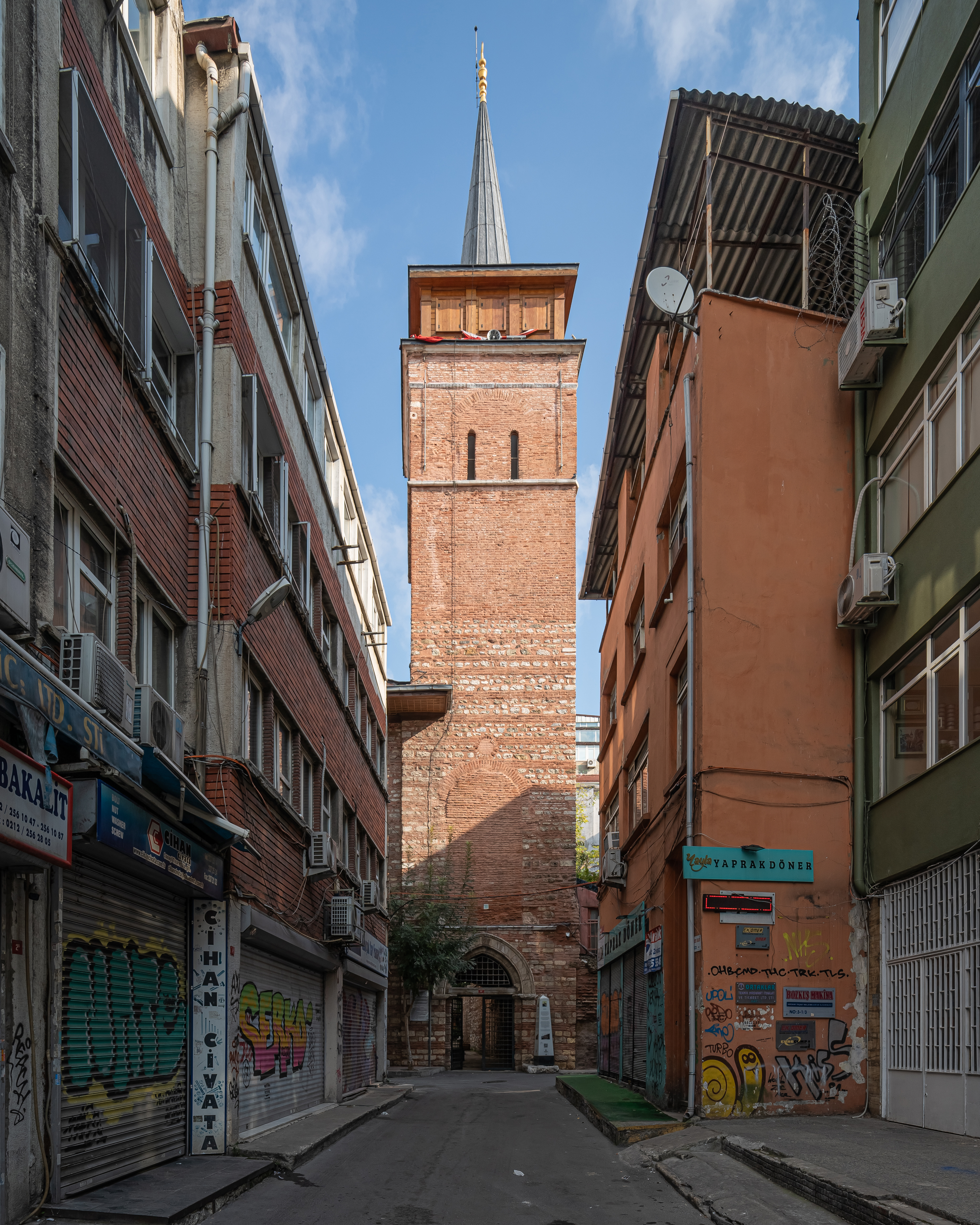
Minaret de la mesquita d'Arap, que originàriament fou el campanar de l'Església de San Domenico (1325), construït pels frares dominics a Gàlata.

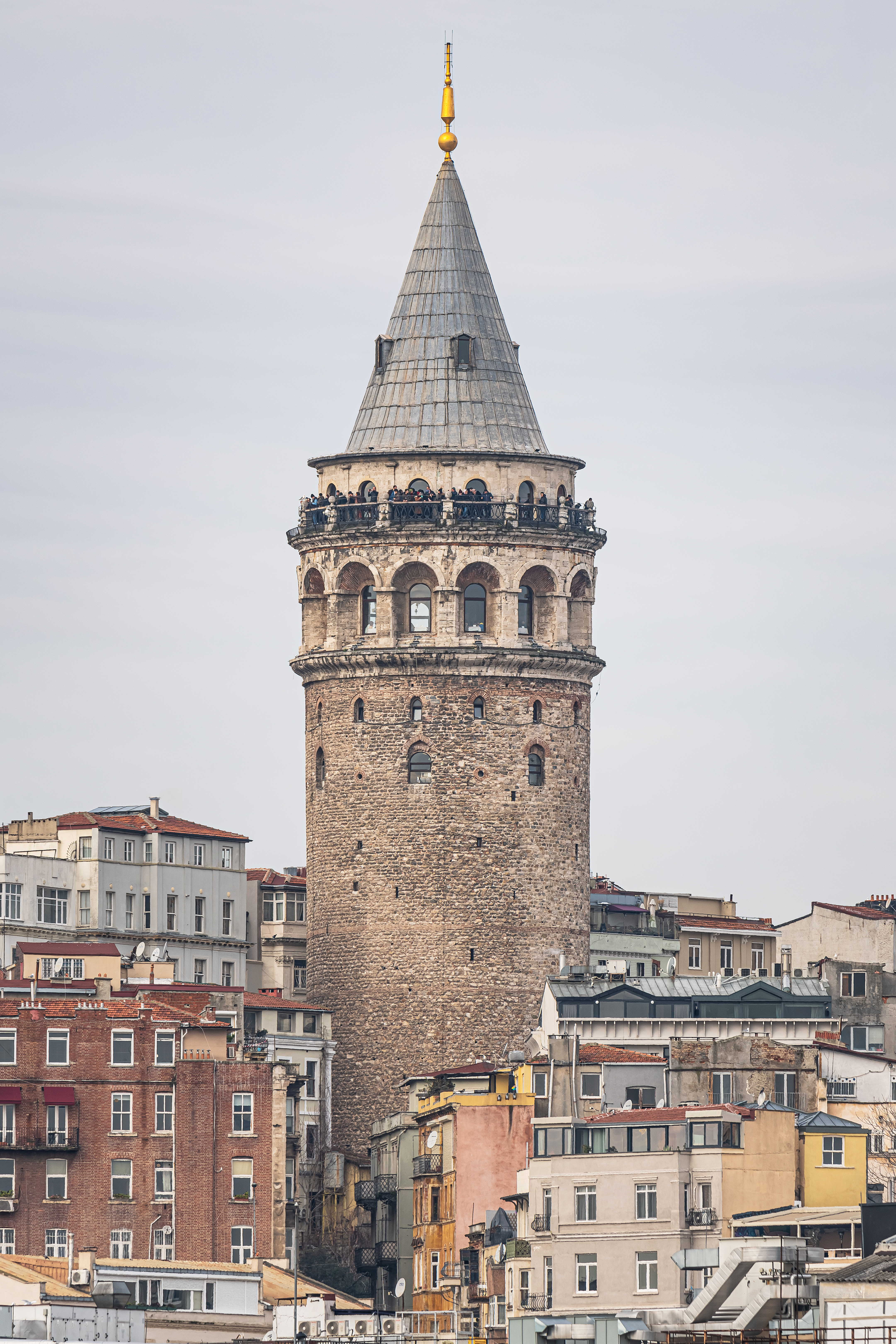
Torre de Gàlata que va ser construïda el 1348 a la zona nord de la ciutadella genovesa.

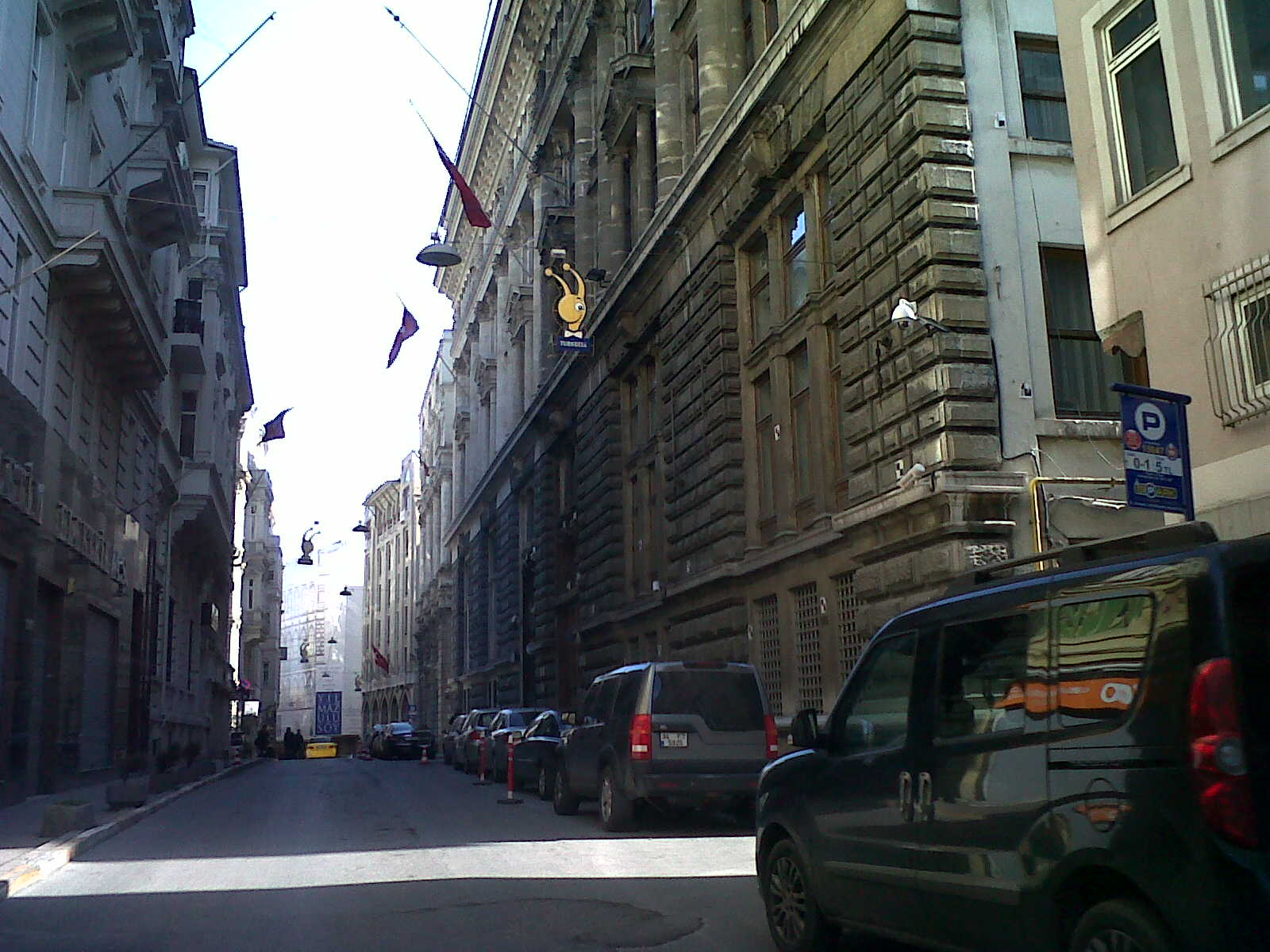
Bankalar Caddesi (Carrer dels Bancs) a Gàlata que fou el centre financer de l'Imperi Otomà.

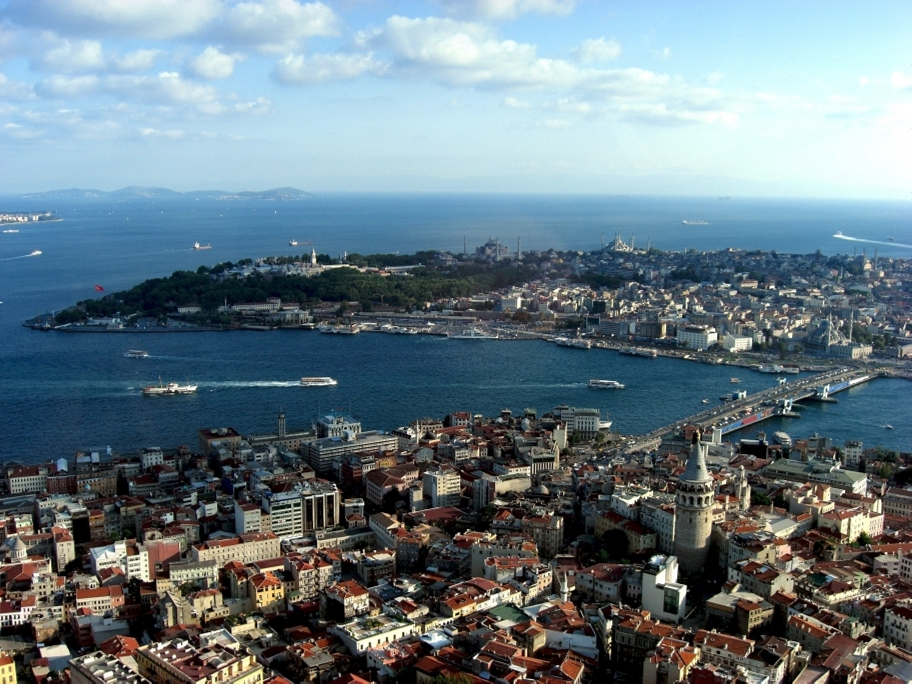
Una vista aèria del Corn d'Or, amb Gàlata en primer pla i la punta del Serrall al fons.

En documents històrics, Gàlata és sovint anomenada Pera, que prové de l'antic grec nom per al lloc, Peran en Sykais, literalment 'El Camp de Figues de l'altre costat'.
El barri apareix per primer cop en l'antiguitat tardana com Sykai o Sycae. En el moment de la Notitia Urbis Constantinopolitanae que va ser recopilat vers el 425, ja s'havia convertit en una part integral de la ciutat com la seua 13a regió. Segons la Notitia, tenia banys públics i un fòrum construït per l'emperador Honori (regnat 395-423), un teatre, un carrer porticat i 435 mansions. També és probable que el barri fos tancat per muralles al segle v. Sykai va rebre plens drets de ciutat sota Justinià I (va regnar 527-565), rebent aleshores el nom de Iustinianopolis, però va entrar en decadència i va ser, probablement, abandonada al segle vii. Només la gran torre, Mégalos Pirgos (la kastellion tou Galatou) que controlava les cadenes de l'extrem nord de la mar que bloquejava l'entrada del Corn d'Or es va mantenir.
Al segle xi el barri tenia la ciutat de la comunitat jueva, que va arribar al nombre d'unes 2.500 persones. El 1171, un nou poblament genovès a la zona va ser atacat i gairebé destruït. Tot i les advertències genoveses que Venècia no tenia res a veure amb l'atac, l'emperador romà d'Orient Manuel I Comnè (1143-1180) va utilitzar l'atac a l'establiment com a pretext per a empresonar tots els ciutadans venecians i confiscar totes les propietats venecianes dins de l'Imperi Romà d'Orient. La kastellion i el barri Jueu van ser ocupats i destruïts el 1203 pels croats catòlics croats durant la Quarta Croada, poc abans de la conquesta i saqueig de Constantinoble.
El 1233, durant el posterior Imperi Llatí (1204-1261), una petita capella catòlica dedicada a Sant Pau va ser construïda en el lloc d'una església romana d'Orient del segle vi de Gàlata. Aquesta capella va ser notablement ampliada el 1325 per frares dominics, que oficialment li van donar el nom d'Església de San Domenico, però els residents locals continuaren utilitzant la denominació original de Sant Pau (San Paolo). El 1407, el Papa Gregori XII, per tal de garantir el manteniment de l'església, va concedir indulgències als visitants del Monestir de San Paolo a Gàlata. L'edifici avui es coneix com l'Arap Camii (Mesquita Àrab), ja que pocs anys després de la seva conversió en una mesquita (entre 1475 i 1478), sota el sultà otomà Mehmet II amb el nom de Galata Camii (Mesquita de Gàlata o bé Cami-i Kebir, és a dir, la Gran Mesquita), va ser donada pel sultà Bayezid II als moros espanyols que fugien de la Inquisició espanyola de 1492 i va arribar a Istanbul.
En 1261, el barri va ser recuperat pels romans d'Orient, però l'emperador Miquel VIII Paleòleg (1259-1282) el va atorgar als genovesos el 1267 d'acord amb el Tractat de Nimfèon. Els límits de la colònia genovesa foren establerts amb precisió el 1303, i va ser prohibida la seva fortificació. Els genovesos no obstant això no van tenir en compte la prohibició i a través de posteriors ampliacions de les muralles, van ampliar l'àrea del seu establiment. Aquests murs van incloure els de mitjan segle xiv amb la Torre de Gàlata (originalment Christea Turris, "Torre de Crist", completada el 1348) i van sobreviure en gran part intactes fins al segle xix, quan la majoria foren desmuntats per a permetre una expansió urbana en direcció nord cap als barris de Beyoglu, Beşiktaş, i més enllà. En l'actualitat, només una petita part de les muralles genoveses encara estan dempeus, a les proximitats de la Torre de Gàlata.
Concebut com una còpia idèntica del Palau de San Giorgio de Gènova, del segle xiii, el palau del podestà genovès de Gàlata, Montano de Marinis (que va ser conegut com el Palazzo del Comune (Palau del Municipi) en el període genovès i fou construït l'any 1316), es troba parcialment en ruïnes a Kart Çınar Sokak; un estret carrer lateral que és paral·lel a la veïna Bankalar Caddesi (Carrer dels Bancs), que va ser el centre financer de l'Imperi Otomà. La part frontal de la façana del palau de Bankalar Caddesi (juntament amb 2/3 aproximadament de l'edifici) va ser enderrocat l'any 1880 per a la construcció de la línia del tramvia del carrer (més tard fou substituït per un edifici de 5 pisos anomenat Bereket Han), mentre que la seva façana a Kart Çınar Sokak (i la resta de 1/3 de l'edifici del palau) és en ruïnes i actualment en fase de restauració. Bankalar Caddesi té restes dels edificis de bans de l'època otomana, incloent-hi la seu del Banc Central Otomà, que és avui el Museu del Banc Otomà. Diversos ornaments que van ser originalment a la façana del palau genovès van servir per embellir aquests edificis de bancs del segle xix a finals del període otomà.
Els Passos de Camondo, una famós pas de vianants amb escalons dissenyat amb una barreja única d'estils Neo-Barroc i principis de l'Art Nouveau, i construït al voltant de l'any 1870-1880 pel famós banquer otomà-venecià-jueu Abraham Salomon Camondo, també es troba al Bankalar Caddesi. La mansió de la platja de la família Camondo, popularment coneguda com el Palau de Camondo (Kamondo Sarayı), va ser construït entre el 1865 i 1869 i dissenyat per l'arquitecte Sarkis Balyan; està situat a la riba nord del Corn d'Or, en el proper Kasımpaşa barri a l'oest de Gàlata. Més tard es va convertir en la seu del Ministeri de Marina (Bahriye Nezareti) al final del període otomà i que s'utilitza actualment per l'Armada turca com a quarter del comandament de l'Àrea Nord de la Mar (Kuzey Deniz Saha Komutanlığı). La família Camondo també va construir dos històric edificis d'apartaments a Gàlata els quals són ambdós anomenats Kamondo Apartmanı: el més antic es troba al carrer Serdar-ı Ekrem a prop de Torre de Gàlata i va ser construït entre 1861 i 1868; mentre que el més recent està situat a la cantonada entre el carrer Felek i el carrer Hacı Ali i va ser construït el 1881.
Galatasaray S. K., un dels més famosos clubs de futbol de Turquia, rep el seu nom d'aquest barri i fou establert el 1905 a la propera Plaça Galatasaray a Beyoglu (Pera), on l'Escola Superior de Galatasaray, abans coneguda com a Mekteb-i Sultani, també destaca. Galatasaray, literalment, significa 'Palau de Galata'.

## Edificis notables
- Mesquita Arap (Església de San Domenico) (1325)
- Torre de Gàlata (1348)
- Església de Saint Benet (1427)
- Sinagoga Zülfaris (1823)
- Església dels Sants Pere i Pau (1843)
- Passos de Camondo (1880)
- Escola Superior Austríaca de Sant Jordi (1882)
- Sinagoga Askenazita (1900)
- Sinagoga italiana (1931)
- Sinagoga Neve Shalom (1951)

## Personatges notables
- Abraham Salomon Camondo
- Constantí Samuel Rafinesque
- Seydi Ali Reis